# 지킬 박사와 하이드씨 (1920년 영화)
지킬 박사와 하이드씨(Dr. Jekyll And Mr. Hyde)는 미국에서 제작된 존 S. 로버트슨 감독의 1920년 드라마, 공포, SF 영화이다. 존 베리모어 등이 주연으로 출연하였고 아돌프 주커 등이 제작에 참여하였다.

## 출연

### 주연
- 존 베리모어

### 조연
- 브랜든 허스트
- 찰스 레인
- 조지 스티븐스
- 루이스 울하임